# Rolf Edling
Rolf Erik Sören Edling (* 30. listopadu 1943 Bombaj, Indie) je bývalý švédský sportovní šermíř, který se specializoval na šerm kordem. Švédsko reprezentoval v šedesátých a sedmdesátých letech. Na olympijských hrách startoval v roce 1968, 1972, 1976 a 1980. V soutěži jednotlivců se nejlepe umistnil na čtvrtém místě na olympijských hrách v roce 1980. Je dvojnásobným mistrem světa ze soutěže jednotlivců z let 1973 a 1974. Patřil k oporám favorizovaného švédského družstva, které vládlo soutěžím družstev v šermu kordem v polovině sedmdesátých let.